# Papa Sabinianus
Papa Sabinianus (n. 530 d.Hr., Blera, Lazio, Regatul Italiei – d. 22 februarie 606 d.Hr., Roma, Imperiul Roman de Răsărit) a fost Papă al Romei în perioada 13 februarie 604 - 22 februarie 606.
Era din Blera (Bieda) aproape de Viterbo, capitala fostei Etruscii. Tatăl lui era un oarecare Bonus, însă nu se știe data nașterii lui.
În 593 Papa Grigore I cel Mare l-a trimis la [Constantinopol] ca apocrisiar (trimis apostolic). După numai doi ani a fost rechemat fiindcă n-ar fi reprezentat punctul de vedere al Romei suficient de vehement și nu l-ar fi împiedicat pe patriarh să-și asume titlul unui "patriarh ecumenic".
După ce a trecut prin toate etapele unei cariere bisericești (și-a petrecut și câțiva ani cu o misiune în Galia), după decesul lui 
Grigore I a fost ales papă (probabil în martie 604). După aceea, avea să aștepte aprobarea Împăratului Phocas încât abia pe 13 septembrie 604 a putut fi declarat papă în mod oficial. Multă lume  a criticat pe atunci hotărârea sa să-și păstreze numele ne-creștin. Probabil este că Sabinian ar fi intermediat pacea între  exarhul de la Ravenna Smaragdus și regele langobarzilor Agilulf. De asemenea, s-a îndepărtat de politica foarte favorabilă călugărilor a predecesorului său.
Când a izbucnit o foamete la Roma, a vândut cerealele din magaziile papale în loc să le distribuie gratuit (cum făcuse Grigore). De aceea era așa de urât de poporul roman încât, după decesul lui pe 22 februarie 606, cadavrul lui a trebuit dus din Lateran la Biserica Sf. Petru ca să-l protejeze de furia mulțimii.
Din timpul lui, sună clopotele bisericilor cu prilejul orelor canonice ca și sărbătoarea euharistiei.